# Szarvaskő
Szarvaskő es un pueblo ubicado en el distrito de Eger, en el condado de Heves, Hungría.

## Superficie
Posee una superficie de 12,59 kilómetros cuadrados.

## Demografía
Hasta 2019 la población era de 326 habitantes, con una densidad de población de 25,89 habitantes por kilómetro cuadrado.